# Cielmice
Cielmice is een plaats in het Poolse district  Tychy, woiwodschap Silezië. De plaats maakt deel uit van de gemeente Tychy en telt 1200 inwoners.